# Alquería del Duc (Gandía)
La alquería del Duc, también denominada Alquería de Don Alonso es una alquería-fortaleza que se localiza en el término municipal de Gandía, en la Provincia de Valencia, en la partida denominada Fuente de Montaner, al pie del Castillo de Bairén.

## Descripción
Se trata de una alquería fortaleza de planta cuadrada con un patio central de semejantes proporciones al perímetro exterior, de manera que su techumbre se apoya sobre los cuadriláteros interno y externo del edificio a base de muros de carga. Consta de dos plantas, destinándose la baja a caballerizas, granero, almacén, servicio etc. y su piso superior para uso de los duques, contando con una salón, capilla y habitaciones. 
La construcción se realizó a base de muros de piedra irregular, unida con argamasa, salvo en las esquinas, marcos de puertas, cornisas y los cuatro torreones que coronan los ángulos del edificio que son de sillares, siendo la cubierta de teja árabe, sustentada con estructura de madera.
Desde el punto de vista defensivo, además de los torreones angulares de piedra que sobresalen en el piso alto, nos encontramos con otros elementos característicos como son las troneras y los huecos de la planta baja, ya que esta alquería debió tener inicialmente un carácter militar como puesto avanzado de vigilancia ante las frecuentes incursiones de piratas y berberiscos.